# Phronima pacifica
Phronima pacifica is een vlokreeftensoort uit de familie van de Phronimidae. De wetenschappelijke naam van de soort is voor het eerst geldig gepubliceerd in 1887 door Streets.